# 習志野自衛隊PARATROOPS
習志野自衛隊PARATROOPS（ならしのじえいたいパラトループス）は、2023年現在、関東社会人リーグ1部に所属する陸上自衛隊習志野自衛隊のラグビーユニオンチーム。

## 概要
ホームグラウンドは、千葉県船橋市にある陸上自衛隊習志野グラウンド。
2017年、トップイーストDiv2への昇格を機に、習志野自衛隊ラグビー部から習志野自衛隊PARATROOPSへと名称変更した。

## タイトル
最上位リーグ
なし
下位リーグ
- 関東社会人リーグ1部　優勝：1回（2016）

自衛隊大会
- 第56回全自衛隊ラグビー大会　優勝[3]

## 成績

### リーグ戦戦績
- 1998-1999 関東社会人リーグ1部 Bグループ 4位（3勝3敗1分）
- 1999-2000 関東社会人リーグ1部 Bグループ 3位（5勝2敗）
- 2000-2001 関東社会人リーグ1部 Aグループ 6位（1勝5敗1分）
- 2001-2002 関東社会人リーグ1部 Bグループ 4位（4勝3敗）
- 2002-2003 関東社会人リーグ1部 Bグループ 8位（7敗）
- 2003-2004 関東社会人リーグ1部 6位（4勝5敗）
- 2004-2005 関東社会人リーグ1部 9位（1勝8敗）
- 2005-2006 関東社会人リーグ1部 8位（2勝7敗）
- 2006-2007 関東社会人リーグ1部 7位（4勝5敗1分）
- 2007-2008 関東社会人リーグ1部 11位（10敗）、関東社会人リーグ2部降格
- 2008-2009 関東社会人リーグ2部 Dグループ 優勝（7勝）、関東社会人リーグ1部昇格
- 2009-2010 関東社会人リーグ1部 12位（10敗1分）、関東社会人リーグ2部降格
- 2010-2011 関東社会人リーグ2部 Bグループ 優勝（7勝）、関東社会人リーグ1部昇格
- 2011-2012 関東社会人リーグ1部 8位（7敗）
- 2012-2013 関東社会人リーグ1部 3位（5勝2敗）
- 2013-2014 関東社会人リーグ1部 3位（4勝3敗）
- 2014-2015 関東社会人リーグ1部 2位（5勝2敗）、順位決定戦の結果、トップイーストリーグDiv.2昇格
- 2015-2016 トップイーストリーグDiv.2 8位（7敗）、順位決定戦：4位、関東社会人リーグ1部降格
- 2016-2017 関東社会人リーグ1部 優勝（7勝）、順位決定戦：3位、トップイーストリーグDiv.2昇格[4]
- 2017-2018 トップイーストリーグDiv.2 3位（4勝3敗）
- 2018-2019 トップイーストリーグDiv.2 4位（4勝3敗）
- 2019-2020 トップイーストリーグDiv.2 8位（7敗）、順位決定戦：2位、トップイーストリーグCグループへ参入[5]
- 2020-2021 リーグ戦中止[6]
- 2021-2022 トップイーストリーグCグループ 8位（7敗）、トップイーストリーグ入替戦：不戦敗、関東社会人リーグ1部降格
- 2022-2023 関東社会人リーグ1部 3位（6勝2敗）
- 2023-2024 関東社会人リーグ1部 3位（5勝2敗）
- 2024-2025 関東社会人リーグ1部 3位（4勝3敗）

## 過去の所属選手
- 大熊正太郎（元競輪選手）
- 小笠原博（元近鉄、元日本代表）
- 田村義和
- 福坪龍一郎（現・S愛知）
- 三浦惇 （現・東京ガス）

## 自衛隊のラグビーチーム
- 善通寺自衛隊ラグビー部 - 2023年現在トップウェストCに所属する。
- 船岡自衛隊ワイルドボアーズ - 2023年現在トップイーストリーグ-Cに所属する。